# The Quiet
The Quiet (El silencio en España y Un alma en silencio en Hispanoamérica) es una película dirigida por Jamie Babbit e interpretada por Camilla Belle y Elisha Cuthbert. Fue estrenada el primero de septiembre del 2006.
El eslogan de la película es "¿No es hora de que todos oigan tu secreto?".

## Sinopsis
Relata la historia de Dot (Belle), una chica sordomuda, quien, tras la muerte de su padre, queda a cargo de sus padrinos (Falco y Donovan), y pasa a vivir en su casa junto a la hija de la familia, Nina (Elisha). Las primeras impresiones de Dot de la familia no son buenas, ya que hay mucho silencio, formando un ambiente pesado. Nina no tiene mucha simpatía con Dot, de hecho, parecen ser bastante diferentes, pero a lo largo de la película, van descubriendo cosas una de la otra que las van uniendo cada vez más, hasta que su sinergia produce la catarsis tan ansiada por Nina.

## Reparto
- Camilla Belle – Dot
- Elisha Cuthbert – Nina Deer
- Martin Donovan – Paul Deer
- Edie Falco – Olivia Deer
- Shawn Ashmore – Connor Kennedy
- Katy Mixon – Michelle Fell
- David Gallagher – Brian
- Shannon Woodward – Fiona
- Maria Cash – Señora Feltswatter
- Steve Uzzell – Señor Piln

## Información
Distribuida por Sony Pictures Classics, el rodaje tuvo lugar en Austin, Texas y duró 4 semanas.
El instituto donde se desarrolla gran parte del film se llama Bowie. Los fetos de cerdo que se observan en la escena del laboratorio fueron encargados por medio del instituto, la producción del film se encargó de reembolsarlos y todos los fetos que no se cortaron con bisturí se donaron a la institución.
La directora Jamie Babbit comentó que se le hizo difícil escoger entre tantas casas cual de ellas sería el hogar de la familia porque la mayoría parecían haber sido construidas por empresas. La casa por la que se decidieron finalmente parecía la casa de un arquitecto (profesión del padre de Nina), aunque una de las escenas finales se rodó en otra casa porque la que habían escogido estaba rodeada por muchos árboles que la oscurecían, con lo que no había manera de rodar la escena.
La película se proyectó en Festival Internacional de Cine de Toronto.
- Datos: Q1465829